# Kallberggloppet
Kallberggloppet är en fjärd i Finland. Den ligger i landskapet Österbotten, i den centrala delen av landet, 400 km norr om huvudstaden Helsingfors.
Kallberggloppet avgränsas från Bottenhavet av skären Bredhällan, Lilla Kallberget och Stora Kallberget i nordväst. I söder avgränsas den av Lillgrundet, Storgrundet, Malgrundet och Sandgrundet. I öster övergår den i Svartstensgloppet vid Svartstenen. I norr och väster är fjärden öppen mot Bottenhavet.